# Lista odcinków serialu Agenci T.A.R.C.Z.Y.

Logo serialu

Poniżej znajduje się lista odcinków amerykańskiego serialu telewizyjnego Agenci T.A.R.C.Z.Y. emitowanego przez amerykańską stację telewizyjną ABC od 24 września 2013 do 12 sierpnia 2020 roku. Stacja wyemitowała 7 sezonów i 136 odcinków serialu.
W Polsce serial emitowany był na kanałach Fox Polska od 28 stycznia 2014 roku i TVP1 od 3 marca 2015 roku oraz dostępny był w serwisie Showmax od 6 października 2017 roku.
10 maja 2013 roku ABC zamówiła serial na sezon telewizyjny 2013/14. 8 maja 2014 roku, stacja ABC zamówiła drugi sezon, a 7 maja 2015 roku, trzeci. 3 marca 2016 roku ogłoszono zamówienie 4 sezonu, a 11 maja 2017 poinformowano, że stacja zamówiła sezon piąty. 14 maja 2018 roku poinformowano, że stacja zamówiła szósty sezon, a 16 listopada tego samego roku został on przedłużony o 7 i zarazem ostatni sezon.
| Sezon | Sezon | Odcinki | Oryginalna emisja | Oryginalna emisja | Oryginalna emisja    | Oryginalna emisja | Oryginalna emisja |
| Sezon | Sezon | Odcinki | Premiera sezonu   | Finał sezonu      | Premiera sezonu      | Finał sezonu      |                   |
| ----- | ----- | ------- | ----------------- | ----------------- | -------------------- | ----------------- | ----------------- |
|       | 1     | 22      | 24 września 2013  | 13 maja 2014      | 28 stycznia 2014     | 17 czerwca 2014   |                   |
|       | 2     | 22      | 23 września 2014  | 12 maja 2015      | 14 października 2014 | 16 czerwca 2015   |                   |
|       | 3     | 22      | 29 września 2015  | 17 maja 2016      | 6 listopada 2015     | 24 czerwca 2016   |                   |
|       | 4     | 22      | 20 września 2016  | 16 maja 2017      | 8 grudnia 2016       | 10 czerwca 2017   |                   |
|       | 5     | 22      | 1 grudnia 2017    | 18 maja 2018      | 3 grudnia 2017       | 20 maja 2018      |                   |
|       | 6     | 13      | 10 maja 2019      | 2 sierpnia 2019   | 14 czerwca 2022      | 14 czerwca 2022   |                   |
|       | 7     | 13      | 27 maja 2020      | 12 sierpnia 2020  | 14 czerwca 2022      | 14 czerwca 2022   |                   |

## Sezon 1 (2013–2014)
| №  | Nr | Tytuł                                                     | Reżyseria       | Scenariusz                                  | Premiera (ABC)       | Premiera w Polsce (Fox Polska) |
| -- | -- | --------------------------------------------------------- | --------------- | ------------------------------------------- | -------------------- | ------------------------------ |
| 1  | 1  | Pierwsze zadanie Pilot                                    | Joss Whedon     | Joss Whedon Jed Whedon Maurissa Tancharoen  | 24 września 2013     | 28 stycznia 2014               |
| 2  | 2  | Obiekt 0-8-4 0-8-4                                        | David Straiton  | Maurissa Tancharoen Jed Whedon Jeffrey Bell | 1 października 2013  | 28 stycznia 2014               |
| 3  | 3  | Cenny nabytek The Asset                                   | Milan Cheylov   | Jed Whedon Maurissa Tancharoen              | 8 października 2013  | 4 lutego 2014                  |
| 4  | 4  | Oko szpiega Eye Spy                                       | Roxann Dawson   | Jeffrey Bell                                | 15 października 2013 | 11 lutego 2014                 |
| 5  | 5  | Dziewczyna w kwiecistej sukience Girl in the Flower Dress | Jesse Bochco    | Brent Fletcher                              | 22 października 2013 | 18 lutego 2014                 |
| 6  | 6  | Nieznany wirus F.Z.Z.T.                                   | Vincent Misiano | Paul Zbyszewski                             | 5 listopada 2013     | 25 lutego 2014                 |
| 7  | 7  | Centrala The Hub                                          | Bobby Roth      | Rafe Judkins Lauren LeFranc                 | 12 listopada 2013    | 4 marca 2014                   |
| 8  | 8  | Studnia The Well                                          | Jonathan Frakes | Monica Owusu-Breen                          | 19 listopada 2013    | 11 marca 2014                  |
| 9  | 9  | Naprawy Repairs                                           | Billy Gierhart  | Maurissa Tancharoen Jed Whedon              | 26 listopada 2013    | 18 marca 2014                  |
| 10 | 10 | Most The Bridge                                           | Holly Dale      | Shalisha Francis                            | 10 grudnia 2013      | 25 marca 2014                  |
| 11 | 11 | Magiczne miejsce The Magical Place                        | Kevin Hooks     | Paul Zbyszewski Brent Fletcher              | 7 stycznia 2014      | 1 kwietnia 2014                |
| 12 | 12 | Nasiona Seeds                                             | Kenneth Fink    | Monica Owusu-Breen Jed Whedon               | 14 stycznia 2014     | 8 kwietnia 2014                |
| 13 | 13 | Tory T.R.A.C.K.S.                                         | Paul Edwards    | Lauren LeFranc Rafe Judkins                 | 4 lutego 2014        | 15 kwietnia 2014               |
| 14 | 14 | T.A.H.I.T.I.                                              | Bobby Roth      | Jeffrey Bell                                | 4 marca 2014         | 22 kwietnia 2014               |
| 15 | 15 | Przytakiwacze Yes Men                                     | John Terlesky   | Shalisha Francis                            | 11 marca 2014        | 29 kwietnia 2014               |
| 16 | 16 | Koniec początku End of the Beginning                      | Bobby Roth      | Paul Zbyszewski                             | 1 kwietnia 2014      | 6 maja 2014                    |
| 17 | 17 | Zwrot Turn, Turn, Turn                                    | Vincent Misiano | Jed Whedon Maurissa Tancharoen              | 8 kwietnia 2014      | 13 maja 2014                   |
| 18 | 18 | Boża opatrzność Providence                                | Milan Cheylov   | Brent Fletcher                              | 15 kwietnia 2014     | 20 maja 2014                   |
| 19 | 19 | Jedyne światło w ciemności The Only Light in the Darkness | Vincent Misiano | Monica Owusu-Breen                          | 22 kwietnia 2014     | 27 maja 2014                   |
| 20 | 20 | Nic osobistego Nothing Personal                           | Billy Gierhart  | Paul Zbyszewski DJ Doyle                    | 29 kwietnia 2014     | 3 czerwca 2014                 |
| 21 | 21 | Zbieranina Ragtag                                         | Roxann Dawson   | Jeffrey Bell                                | 6 maja 2014          | 10 czerwca 2014                |
| 22 | 22 | Początek końca Beginning of the End                       | David Straiton  | Maurissa Tancharoen Jed Whedon              | 13 maja 2014         | 17 czerwca 2014                |

## Sezon 2 (2014–2015)
| №  | Nr | Tytuł                                                                             | Reżyseria        | Scenariusz                     | Premiera (ABC)       | Premiera w Polsce (Fox Polska) |
| -- | -- | --------------------------------------------------------------------------------- | ---------------- | ------------------------------ | -------------------- | ------------------------------ |
| 23 | 1  | Cienie Shadows                                                                    | Vincent Misiano  | Jed Whedon Maurissa Tancharoen | 23 września 2014     | 14 października 2014           |
| 24 | 2  | Nadmiar obowiązków Heavy is the Head                                              | Jesse Bochco     | Paul Zbyszewski                | 30 września 2014     | 21 października 2014           |
| 25 | 3  | Nawiązywanie przyjaźni i wpływanie na ludzi Making Friends and Influencing People | Bobby Roth       | Monica Owusu-Breen             | 7 października 2014  | 28 października 2014           |
| 26 | 4  | Twarzą w twarz z wrogiem Face My Enemy                                            | Kevin Tancharoen | Drew Greenberg                 | 14 października 2014 | 4 listopada 2014               |
| 27 | 5  | Wrogie terytorium A Hen in the Wolf House                                         | Holly Dale       | Brent Fletcher                 | 21 października 2014 | 11 listopada 2014              |
| 28 | 6  | Podzielony dom A Fractured House                                                  | Ron Underwood    | Rafe Judkins Lauren LeFranc    | 28 października 2014 | 18 listopada 2014              |
| 29 | 7  | Pismo na ścianie The Writing on the Wall                                          | Vincent Misiano  | Craig Titley                   | 11 listopada 2014    | 9 grudnia 2014                 |
| 30 | 8  | Skrywane sprawy The Things We Bury                                                | Milan Cheylov    | DJ Doyle                       | 18 listopada 2014    | 16 grudnia 2014                |
| 31 | 9  | Dla tego, który tu wchodzi Ye Who Enter Here                                      | Billy Gierhart   | Paul Zbyszewski                | 2 grudnia 2014       | 23 grudnia 2014                |
| 32 | 10 | Co się z nimi stanie What They Become                                             | Michael Zinberg  | Jeffrey Bell                   | 9 grudnia 2014       | 30 grudnia 2014                |
| 33 | 11 | Wstrząsy wtórne Aftershocks                                                       | Billy Gierhart   | Maurissa Tancharoen Jed Whedon | 3 marca 2015         | 31 marca 2015                  |
| 34 | 12 | Kim naprawdę jesteś Who You Really Are                                            | Roxann Dawson    | Drew Greenberg                 | 10 marca 2015        | 7 kwietnia 2015                |
| 35 | 13 | Jedno z nas One of Us                                                             | Kevin Tancharoen | Monica Owusu-Breen             | 17 marca 2015        | 14 kwietnia 2015               |
| 36 | 14 | Miłość w czasach Hydry Love in the Time of Hydra                                  | Jesse Bochco     | Brent Fletcher                 | 24 marca 2015        | 21 kwietnia 2015               |
| 37 | 15 | Zamknięte drzwi One Door Closes                                                   | David Solomon    | Lauren LeFranc Rafe Judkins    | 31 marca 2015        | 28 kwietnia 2015               |
| 38 | 16 | Życie po życiu Afterlife                                                          | Kevin Hooks      | Craig Titley                   | 7 kwietnia 2015      | 5 maja 2015                    |
| 39 | 17 | Melinda                                                                           | Garry Brown      | DJ Doyle                       | 14 kwietnia 2015     | 12 maja 2015                   |
| 40 | 18 | Wrogi przyjaciel mojego wroga The Frenemy of My Enemy                             | Karen Gaviola    | Monica Owusu-Breen             | 21 kwietnia 2015     | 19 maja 2015                   |
| 41 | 19 | Parszywa szóstka The Dirty Half Dozen                                             | Kevin Tancharoen | Brent Fletcher Drew Greenberg  | 28 kwietnia 2015     | 26 maja 2015                   |
| 42 | 20 | Blizny Scars                                                                      | Bobby Roth       | Rafe Judkins Lauren LeFranc    | 5 maja 2015          | 2 czerwca 2015                 |
| 43 | 21 | S.O.S. cz.1 S.O.S. (Part One)                                                     | Vincent Misiano  | Jeffrey Bell                   | 12 maja 2015         | 9 czerwca 2015                 |
| 44 | 22 | S.O.S. cz.2 S.O.S. (Part Two)                                                     | Billy Gierhart   | Jed Whedon Maurissa Tancharoen | 12 maja 2015         | 16 czerwca 2015                |

## Sezon 3 (2015–2016)
| №  | Nr | Tytuł                                           | Reżyseria        | Scenariusz                     | Premiera (ABC)       | Premiera w Polsce (Fox Polska) |
| -- | -- | ----------------------------------------------- | ---------------- | ------------------------------ | -------------------- | ------------------------------ |
| 45 | 1  | Prawa natury Laws of Nature                     | Vincent Misiano  | Jed Whedon Maurissa Tancharoen | 29 września 2015     | 6 listopada 2015               |
| 46 | 2  | Cel w maszynie Purpose in the Machine           | Kevin Tancharoen | DJ Doyle                       | 6 października 2015  | 13 listopada 2015              |
| 47 | 3  | Poszukiwany (Nie)człowiek A Wanted (Inhu)man    | Garry Brown      | Monica Owusu-Breen             | 13 października 2015 | 20 listopada 2015              |
| 48 | 4  | Diabły, które znasz Devils You Know             | Ron Underwood    | Paul Zbszewski                 | 20 października 2015 | 27 listopada 2015              |
| 49 | 5  | 4 722 godziny 4,722 Hours                       | Jesse Bochco     | Craig Titley                   | 27 października 2015 | 4 grudnia 2015                 |
| 50 | 6  | Ukryty pośród nas… Among Us Hide…               | Dwight Little    | Drew Greenberg                 | 3 listopada 2015     | 11 grudnia 2015                |
| 51 | 7  | Teoria chaosu Chaos Theory                      | David Solomon    | Lauren LeFranc                 | 10 listopada 2015    | 18 grudnia 2015                |
| 52 | 8  | Wiele głów, jedna historia Many Heads, One Tale | Garry Brown      | Jed Whedon DJ Doyle            | 17 listopada 2015    | 25 grudnia 2015                |
| 53 | 9  | Zamknięcie Closure                              | Kate Woods       | Brent Fletcher                 | 1 grudnia 2015       | 1 stycznia 2016                |
| 54 | 10 | Śmierć Maveth                                   | Vincent Misiano  | Jeffrey Bell                   | 8 grudnia 2015       | 1 stycznia 2016                |
| 55 | 11 | Odbicie się od dna Bouncing Back                | Ron Underwood    | Monica Owusu-Breen             | 8 marca 2016         | 15 kwietnia 2016               |
| 56 | 12 | Zdrajca The Inside Man                          | John Terlesky    | Craig Titley                   | 15 marca 2016        | 22 kwietnia 2016               |
| 57 | 13 | Złośliwa riposta Parting Shot                   | Michael Zinberg  | Paul Zbyszewski                | 22 marca 2016        | 29 kwietnia 2016               |
| 58 | 14 | Terroryści Watchdogs                            | Jesse Bochco     | Drew Greenberg                 | 29 marca 2016        | 6 maja 2016                    |
| 59 | 15 | Czasoprzestrzeń Spacetime                       | Kevin Tancharoen | Maurissa Tancharoen Jed Whedon | 5 kwietnia 2016      | 13 maja 2016                   |
| 60 | 16 | Raj utracony Paradise Lost                      | Wendey Stanzler  | George Kitson Sharla Oliver    | 12 kwietnia 2016     | 20 maja 2016                   |
| 61 | 17 | Drużyna The Team                                | Elodie Keene     | DJ Boyle                       | 19 kwietnia 2016     | 27 maja 2016                   |
| 62 | 18 | Osobliwość The Singularity                      | Garry Brown      | Lauren LeFranc                 | 26 kwietnia 2016     | 3 czerwca 2016                 |
| 63 | 19 | Nieudane eksperymenty Failed Experiments        | Wendey Stanzler  | Brent Fletcher                 | 3 maja 2016          | 10 czerwca 2016                |
| 64 | 20 | Emancypacja Emancipation                        | Vincent Misiano  | Craig Titley                   | 10 maja 2016         | 17 czerwca 2016                |
| 65 | 21 | Wybaczenie Absolution                           | Billy Gierhart   | Chris Dingess Drew Greenberg   | 17 maja 2016         | 24 czerwca 2016                |
| 66 | 22 | Ascendencja Ascension                           | Kevin Tancharoen | Jed Whedon                     | 17 maja 2016         | 24 czerwca 2016                |

## Sezon 4 (2016–2017)
| №               | Nr          | Tytuł                                                                  | Reżyseria          | Scenariusz                     | Premiera (ABC)       | Premiera w Polsce (Fox Polska) |
| Ghost Rider     | Ghost Rider | Ghost Rider                                                            | Ghost Rider        | Ghost Rider                    | Ghost Rider          | Ghost Rider                    |
| --------------- | ----------- | ---------------------------------------------------------------------- | ------------------ | ------------------------------ | -------------------- | ------------------------------ |
| 67              | 1           | Duch The Ghost                                                         | Billy Gierhart     | Jed Whedon Maurissa Tancharoen | 20 września 2016     | 8 grudnia 2016                 |
| 68              | 2           | Nowy szef Meet the New Boss                                            | Vincent Misiano    | Drew Greenberg                 | 27 września 2016     | 8 grudnia 2016                 |
| 69              | 3           | Powstanie Uprising                                                     | Magnus Martens     | Craig Titley                   | 11 października 2016 | 15 grudnia 2016                |
| 70              | 4           | Pozwól mi ogrzać się przy Twoim ognisku Let Me Stand Next to Your Fire | Brad Turner        | Matt Owens                     | 18 października 2016 | 15 grudnia 2016                |
| 71              | 5           | Areszt Lockup                                                          | Kate Woods         | Nora Zuckerman Lilla Zuckerman | 25 października 2016 | 22 grudnia 2016                |
| 72              | 6           | Dobry Samarytanin The Good Samaritan                                   | Billy Gierhart     | Jeffrey Bell                   | 1 listopada 2016     | 29 grudnia 2016                |
| 73              | 7           | Pakty z naszymi diabłami Deals With Our Devils                         | Jesse Bochco       | DJ Doyle                       | 29 listopada 2016    | 5 stycznia 2017                |
| 74              | 8           | Morze ognia The Laws of Inferno Dynamics                               | Kevin Tancharoen   | Paul Zbyszewski                | 6 grudnia 2016       | 12 stycznia 2017               |
| LMD             |             |                                                                        |                    |                                |                      |                                |
| 75              | 9           | Niespełnione obietnice Broken Promises                                 | Garry Brown        | Brent Fletcher                 | 10 stycznia 2017     | 29 kwietnia 2017               |
| 76              | 10          | Patriota The Patriot                                                   | Kevin Tancharoen   | James C. Oliver Sharla Oliver  | 17 stycznia 2017     | 29 kwietnia 2017               |
| 77              | 11          | Przebudzenie Wake Up                                                   | Jesse Bochco       | Drew Greenberg                 | 24 stycznia 2017     | 6 maja 2017                    |
| 78              | 12          | Niebezpieczna sprawa Hot Potato Soup                                   | Nina Lopez-Corrado | Craig Titley                   | 31 stycznia 2017     | 6 maja 2017                    |
| 79              | 13          | Bum BOOM                                                               | Billy Gierhart     | Nora Zuckerman Lilla Zuckerman | 7 lutego 2017        | 13 maja 2017                   |
| 80              | 14          | Człowiek za tarczą The Man Behind the Shield                           | Wendey Stanzler    | Matt Owens                     | 14 lutego 2017       | 13 maja 2017                   |
| 81              | 15          | Samokontrola Self Control                                              | Jed Whedon         | Jed Whedon                     | 21 lutego 2017       | 20 maja 2017                   |
| Agents of Hydra |             |                                                                        |                    |                                |                      |                                |
| 82              | 16          | Co jeśli… What If...                                                   | Oz Scott           | DJ Doyle                       | 4 kwietnia 2017      | 20 maja 2017                   |
| 83              | 17          | Tożsamość i zmiana Identity and Change                                 | Garry Brown        | George Kitson                  | 11 kwietnia 2017     | 27 maja 2017                   |
| 84              | 18          | Bez żalu No Regrets                                                    | Eric Laneuville    | Paul Zbyszewski                | 18 kwietnia 2017     | 27 maja 2017                   |
| 85              | 19          | Wszyscy ludzie Madame All the Madame’s Men                             | Billy Gierhart     | James Oliver Sharla Oliver     | 25 kwietnia 2017     | 3 czerwca 2017                 |
| 86              | 20          | Żegnaj okrutny świecie! Farewell, Cruel World!                         | Vincent Misiano    | Brent Fletcher                 | 2 maja 2017          | 3 czerwca 2017                 |
| 87              | 21          | Powrót The Return                                                      | Kevin Tancharoen   | Maurissa Tancharoen Jed Whedon | 9 maja 2017          | 10 czerwca 2017                |
| 88              | 22          | Koniec świata World’s End                                              | Billy Gierhart     | Jeffrey Bell                   | 16 maja 2017         | 10 czerwca 2017                |

## Sezon 5 (2017–2018)
| №   | Nr | Tytuł                                                        | Reżyseria                  | Scenariusz                                  | Premiera (ABC)   | Premiera w Polsce (Showmax) |
| --- | -- | ------------------------------------------------------------ | -------------------------- | ------------------------------------------- | ---------------- | --------------------------- |
| 89  | 1  | Orientacja Część pierwsza Orientation (Part One)             | Jesse Bochco               | Jed Whedon Maurissa Tancharoen              | 1 grudnia 2017   | 3 grudnia 2017              |
| 90  | 2  | Orientacja Część druga Orientation (Part Two)                | David Solomon              | DJ Doyle                                    | 1 grudnia 2017   | 3 grudnia 2017              |
| 91  | 3  | Życie za życie A Life Spent                                  | Kevin Hooks                | Nora Zuckerman Lilla Zuckerman              | 8 grudnia 2017   | 10 grudnia 2017             |
| 92  | 4  | Życie spłacone A Life Earned                                 | Stan Brooks                | Drew Greenberg                              | 15 grudnia 2017  | 17 grudnia 2017             |
| 93  | 5  | Spojrzenie wstecz Rewind                                     | Jesse Bochco               | Craig Titley                                | 22 grudnia 2017  | 24 grudnia 2017             |
| 94  | 6  | Gry i Zabawy Fun & Games                                     | Clark Gregg                | Brent Fletcher                              | 5 stycznia 2018  | 7 stycznia 2018             |
| 95  | 7  | W jedności siła Together Or Not At All                       | Brad Turner                | Matt Owens                                  | 12 stycznia 2018 | 14 stycznia 2018            |
| 96  | 8  | Ostatni Dzień The Last Day                                   | Nina Lopez-Corrado         | James C.Oliver Sharla Oliver                | 19 stycznia 2018 | 21 stycznia 2018            |
| 97  | 9  | Najlepszy plan Best Laid Plans                               | Garry Brown                | George Kitson                               | 26 stycznia 2018 | 28 stycznia 2018            |
| 98  | 10 | Minione życie Past Life                                      | Eric Laneuville            | DJ Doyle                                    | 2 lutego 2018    | 4 lutego 2018               |
| 99  | 11 | Nareszcie w domu All The Comforts Of Home                    | Kate Woods                 | Drew Greenberg                              | 2 marca 2018     | 4 marca 2018                |
| 100 | 12 | Najlepszy z najlepszych The Real Deal                        | Kevin Tancharoen           | Jed Whedon Maurissa Tancharoen Jeffrey Bell | 9 marca 2018     | 11 marca 2018               |
| 101 | 13 | Principia                                                    | Brad Turner                | Craig Titley                                | 16 marca 2018    | 18 marca 2018               |
| 102 | 14 | Kompleks Diabła The Devil Complex                            | Nina Lopez-Corrado         | Matt Owens                                  | 23 marca 2018    | 25 marca 2018               |
| 103 | 15 | Przebudzenie Rise and Shine                                  | Jesse Bochco               | Iden Baghdadchi                             | 30 marca 2018    | 1 kwietnia 2018             |
| 104 | 16 | Wewnętrzne Głosy Inside Voices                               | Salli Richardson-Whitfield | Mark Leitner                                | 6 kwietnia 2018  | 8 kwietnia 2018             |
| 105 | 17 | Miesiąc miodowy The Honeymoon                                | Garry Brown                | James Oliver Sharla Oliver                  | 13 kwietnia 2018 | 15 kwietnia 2018            |
| 106 | 18 | Wszystkie drogi prowadzą do... All Roads Lead...             | Jennifer Lynch             | George Kitson                               | 20 kwietnia 2018 | 22 kwietnia 2018            |
| 107 | 19 | Opcja druga Option Two                                       | Kevin Tancharoen           | Nora Zuckerman Lila Zuckerman               | 27 kwietnia 2018 | 29 kwietnia 2018            |
| 108 | 20 | Ten, który ocali nas wszystkich The One Who Will Save Us All | Cherie Gierhart            | Brent Fletcher                              | 4 maja 2018      | 6 maja 2018                 |
| 109 | 21 | Siła grawitacji The Force of Gravity                         | Kevin Tancharoen           | Drew Greenberg Craig Titley                 | 11 maja 2018     | 13 maja 2018                |
| 110 | 22 | Koniec The End                                               | Jed Whedon                 | Jed Whedon Maurissa Tancharoen              | 18 maja 2018     | 20 maja 2018                |

## Sezon 6 (2019)
| №   | Nr | Tytuł                                                                    | Reżyseria            | Scenariusz                     | Premiera (ABC)  | Premiera w Polsce (Disney+) |
| --- | -- | ------------------------------------------------------------------------ | -------------------- | ------------------------------ | --------------- | --------------------------- |
| 111 | 1  | Brakujące elementy układanki Missing Pieces                              | Clark Gregg          | Jed Whedon Maurissa Tancharoen | 10 maja 2019    | 14 czerwca 2022             |
| 112 | 2  | Okazje Window of Opportunity                                             | Kevin Tancharoen     | James C. Oliver Sharla Oliver  | 17 maja 2019    | 14 czerwca 2022             |
| 113 | 3  | Lęk i odraza na plancie Kitson Fear and Loathing on the Planet of Kitson | Jesse Bochco         | Brent Fletcher Craig Titley    | 24 maja 2019    | 14 czerwca 2022             |
| 114 | 4  | Kod żółty Code Yellow                                                    | Mark Kolpack         | Nora Zuckerman Lilia Zuckerman | 31 maja 2019    | 14 czerwca 2022             |
| 115 | 5  | To drugie The Other Thing                                                | Lou Diamond Phillips | George Kitson                  | 14 czerwca 2019 | 14 czerwca 2022             |
| 116 | 6  | Nie ma ucieczki Inescapable                                              | Jesse Bochco         | DJ Doyle                       | 21 czerwca 2019 | 14 czerwca 2022             |
| 117 | 7  | A nie mówiłem? Toldja                                                    | Keith Potter         | Mark Leitner                   | 28 czerwca 2019 | 14 czerwca 2022             |
| 118 | 8  | Na zderzenie, część 1 Collision Course (Part I)                          | Kristin Windell      | Jeffrey Bell Craig Titley      | 5 lipca 2019    | 14 czerwca 2022             |
| 119 | 9  | Na zderzenie, część 2 Collision Course (Part II)                         | Sarah Boyd           | Iden Baghdadchi                | 12 lipca 2019   | 14 czerwca 2022             |
| 120 | 10 | Przeskok Leap                                                            | Garry Brown          | Drew Greenberg                 | 19 lipca 2019   | 14 czerwca 2022             |
| 121 | 11 | Z popiołów From the Ashes                                                | Jennifer Phang       | James C. Oliver Sharla Oliver  | 26 lipca 2019   | 14 czerwca 2022             |
| 122 | 12 | Znak The Sign                                                            | Nina Lopez-Corrado   | Nora Zuckerman Lilia Zuckerman | 2 sierpnia 2019 | 14 czerwca 2022             |
| 123 | 13 | Nowe życie New Life                                                      | Kevin Tancharoen     | Brent Fletcher Jed Whedon      | 2 sierpnia 2019 | 14 czerwca 2022             |

## Sezon 7 (2020)
| №   | Nr | Tytuł                                                                                   | Reżyseria            | Scenariusz                                     | Premiera (ABC)   | Premiera w Polsce (Disney+) |
| --- | -- | --------------------------------------------------------------------------------------- | -------------------- | ---------------------------------------------- | ---------------- | --------------------------- |
| 124 | 1  | Nowy porządek The New Deal                                                              | Kevin Tancharoen     | George Kitson                                  | 27 maja 2020     | 14 czerwca 2022             |
| 125 | 2  | Trzymaj się swego Know Your Onions                                                      | Eric Laneuville      | Craig Titley                                   | 3 czerwca 2020   | 14 czerwca 2022             |
| 126 | 3  | Kosmici przybywają z przyszłości! Alien Commies from the Future!                        | Nina Lopez-Corrado   | Nora Zuckerman Lilla Zuckerman                 | 10 czerwca 2020  | 14 czerwca 2022             |
| 127 | 4  | Poza przeszłością Out of the Past                                                       | Garry Brown          | Mark Leitner                                   | 17 czerwca 2020  | 14 czerwca 2022             |
| 128 | 5  | Pstrąg w mleku A Trout in the Milk                                                      | Stan Brooks          | Iden Baghdadchi                                | 24 czerwca 2020  | 14 czerwca 2022             |
| 129 | 6  | Dostosuj się lub zgiń Adapt or Die                                                      | Aprill Winney        | DJ Doyle                                       | 1 lipca 2020     | 14 czerwca 2022             |
| 130 | 7  | Całkiem doskonałe przygody Macka i D The Totally Excellent Adventures of Mack and The D | Jesse Bochco         | Brent Fletcher                                 | 8 lipca 2020     | 14 czerwca 2022             |
| 131 | 8  | Przed i po After, Before                                                                | Eli Gonda            | James Oliver Sharla Oliver                     | 15 lipca 2020    | 14 czerwca 2022             |
| 132 | 9  | Jak zawsze As I Have Always Been                                                        | Elizabeth Henstridge | Drew Greenberg                                 | 22 lipca 2020    | 14 czerwca 2022             |
| 133 | 10 | Skradzione Stolen                                                                       | Garry Brown          | Mark Linehan Bruner George Kitson Mark Leitner | 29 lipca 2020    | 14 czerwca 2022             |
| 134 | 11 | Całkiem nowy dzień Brand New Day                                                        | Keith Potter         | Christopher Freyer                             | 5 sierpnia 2020  | 14 czerwca 2022             |
| 135 | 12 | Koniec jest bliski The End is at Hand                                                   | Chris Cheramie       | Jeffrey Bell                                   | 12 sierpnia 2020 | 14 czerwca 2022             |
| 136 | 13 | To, o co walczymy What We’re Fighting For                                               | Kevin Tancharoen     | Jed Whedon                                     | 12 sierpnia 2020 | 14 czerwca 2022             |